# Champlat-et-Boujacourt
Champlat-et-Boujacourt ist eine französische Gemeinde mit 147 Einwohnern (Stand: 1. Januar 2022) im Département Marne in der Region Grand Est (vor 2016 Champagne-Ardenne). Sie gehört zum Arrondissement Épernay und zum Kanton Dormans-Paysages de Champagne. 

## Geographie
Champlat-et-Boujacourt liegt etwa 22 Kilometer südwestlich von Reims.
Nachbargemeinden von Champlat-et-Boujacourt sind Chambrecy im Norden, Chaumuzy im Osten, La Neuville-aux-Larris im Süden, Jonquery im Südwesten sowie Ville-en-Tardenois im Westen und Nordwesten.

## Bevölkerungsentwicklung
| Jahr                       | 1962 | 1968 | 1975 | 1982 | 1990 | 1999 | 2006 | 2018 |
| Einwohner                  | 79   | 97   | 81   | 94   | 111  | 121  | 139  | 160  |
| Quellen: Cassini und INSEE |      |      |      |      |      |      |      |      |

## Sehenswürdigkeiten

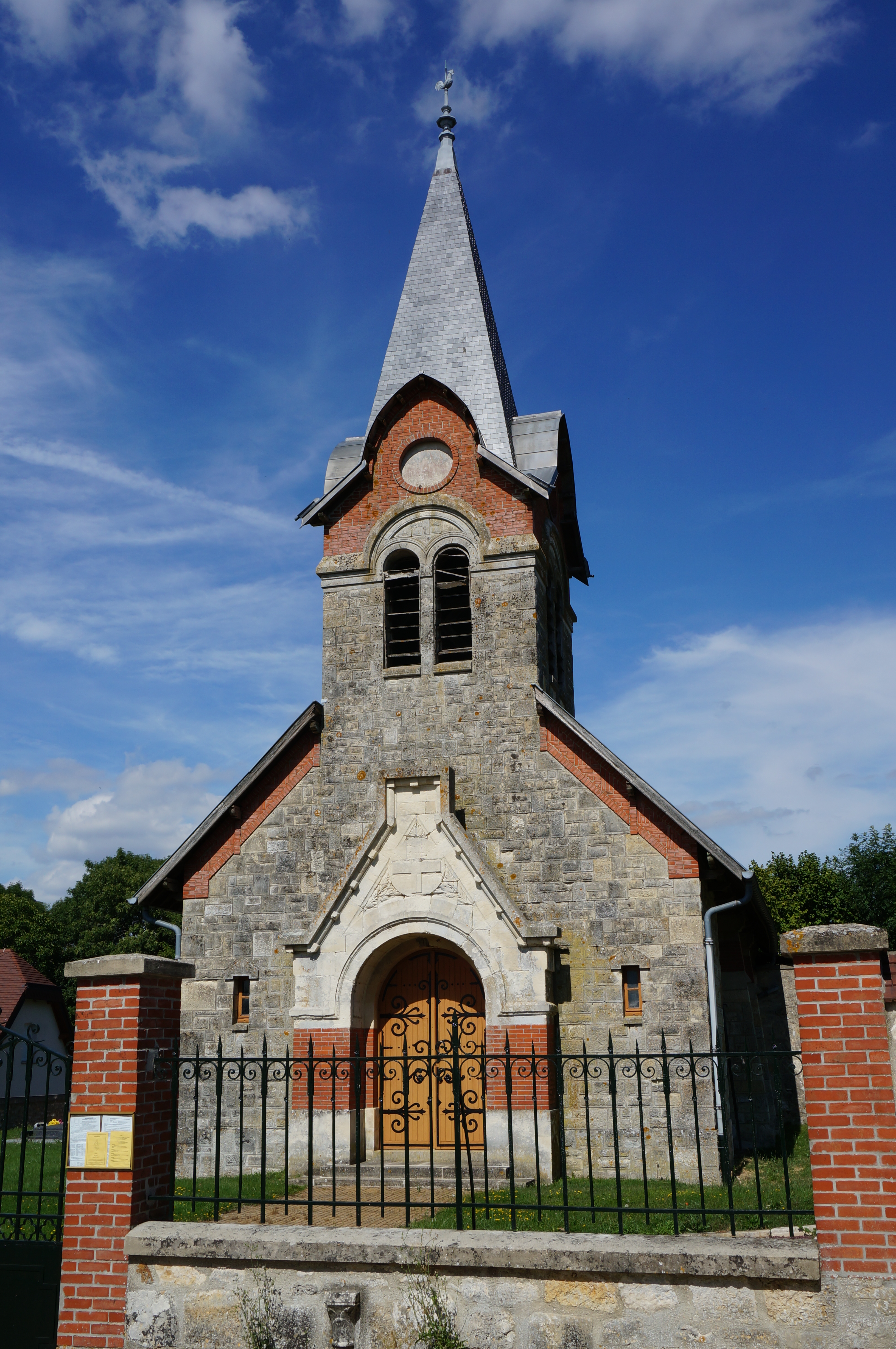
Kirche Saint-Denis

- Kirche Saint-Denis